# 西郊通
西郊通（さいこうとおり）は、愛知県名古屋市熱田区の地名。現行行政地名は西郊通2丁目から西郊通7丁目。住居表示未実施。

## 地理
名古屋市熱田区西部に位置する。東は大宝一丁目・同三丁目・同四丁目・熱田西町、西は比々野町・中出町・神野町・西野町、南は六番一丁目、北は千代田町に接する。

## 歴史

### 沿革
- 1952年（昭和27年）3月25日 - 熱田区野立町・熱田西町の各一部により、同区西郊通として成立[1]。
- 1976年（昭和51年）8月29日 - 一部が四番一丁目・大宝一丁目および同三丁目〜同四丁目にそれぞれ編入される[1]。
- 1978年（昭和53年）6月25日 - 一部が千代田町[3]・川並町[4]に編入される。
- 1982年（昭和57年）11月14日 - 一部が六番一丁目に編入される[5]。
- 1989年（平成元年）2月27日 - 一部が大宝一丁目に編入される[1]。

## 世帯数と人口
2018年（平成30年）12月1日現在の世帯数と人口は以下の通りである。
| 町丁   | 世帯数  | 人口  |
| ------ | ------- | ----- |
| 西郊通 | 137世帯 | 224人 |

## 学区
市立小・中学校に通う場合、学校等は以下の通りとなる。また、公立高等学校に通う場合の学区は以下の通りとなる。
| 番・番地等 | 小学校               | 中学校                 | 高等学校 |
| ---------- | -------------------- | ---------------------- | -------- |
| 全域       | 名古屋市立大宝小学校 | 名古屋市立日比野中学校 | 尾張学区 |

## 交通
- 名古屋市道江川線

## その他

### 日本郵便
- 郵便番号 : 456-0061[WEB 3]（集配局：熱田郵便局[WEB 8]）。

### WEB
1. 1 2  “愛知県名古屋市熱田区の町丁・字一覧”.   人口統計ラボ. 2017年7月23日閲覧。
2. 1 2  “町・丁目(大字)別、年齢(10歳階級)別公簿人口(全市・区別)”.   名古屋市 (2018年12月20日). 2019年1月6日閲覧。
3. 1 2  “郵便番号”.  日本郵便. 2019年1月6日閲覧。
4. ↑  “市外局番の一覧”.   総務省. 2019年1月6日閲覧。
5. ↑  名古屋市役所市民経済局地域振興部住民課町名表示係 (2015年10月21日). “熱田区の町名一覧”.   名古屋市. 2017年7月23日閲覧。
6. ↑  “市立小・中学校の通学区域一覧”.   名古屋市 (2018年11月10日). 2019年1月14日閲覧。
7. ↑  “平成29年度以降の愛知県公立高等学校（全日制課程）入学者選抜における通学区域並びに群及びグループ分け案について”.   愛知県教育委員会 (2015年2月16日). 2019年1月14日閲覧。
8. ↑  郵便番号簿 平成29年度版 - 日本郵便. 2019年01月06日閲覧 (PDF)

### 書籍
1. 1 2 3 4  名古屋市計画局 1992, p. 813.
2. 1 2  「角川日本地名大辞典」編纂委員会 1989, p. 1444.
3. ↑  名古屋市計画局 1992, p. 815.
4. ↑  名古屋市計画局 1992, p. 812.
5. ↑  名古屋市計画局 1992, p. 814.